# Peltacanthina trilineata
Peltacanthina trilineata är en tvåvingeart som först beskrevs av Macquart 1835.  Peltacanthina trilineata ingår i släktet Peltacanthina och familjen bredmunsflugor.
Artens utbredningsområde är Togo. Inga underarter finns listade i Catalogue of Life.